# Blang Teungoh (Tangse)
Blang Teungoh is een bestuurslaag in het regentschap Pidie van de provincie Atjeh, Indonesië. Blang Teungoh telt 795 inwoners (volkstelling 2010).